# Al Henry
Albert J. Henry jr., detto Al (Memphis, 9 febbraio 1949), è un ex cestista statunitense, professionista nella NBA.

## Carriera
Venne selezionato dai Philadelphia 76ers al primo giro del Draft NBA 1970 (12ª scelta assoluta).

## Palmarès
- 2 volte campione EBA (1977, 1978)